# John Eaglescliff
John Eaglescliff (auch Eaglescliffe oder Eglescliffe) OP († 2. Januar 1347) war ein englischer Ordensgeistlicher. 1318 wurde er zum Bischof von Glasgow und 1323 zum Bischof von Connor ernannt. Ab 1323 war er Bischof von Llandaff.

## Herkunft
Die Herkunft von John Eaglescliff ist ungeklärt. Vielleicht entstammte er einer Familie, die sich nach Eaglescliffe bei Yarm im County Durham benannte. Er könnte aber auch aus dem Dorf Goldclive im südostwalisischen Monmouthshire stammen, das alternativ Eclesclif genannt wird.

## Ernennung zum Bischof
Im Dezember 1316 oder Anfang 1317 hatte das Kathedralkapitel von Glasgow Stephen de Donydouer zum neuen Bischof der Diözese Glasgow gewählt. Donydouer reiste nach Avignon, um die päpstliche Bestätigung seiner Wahl zu erhalten. Papst Johannes XXII. verweigerte dies jedoch und schickte Donydouer zurück nach Schottland. Donydouer starb während der Reise vermutlich im August 1317 in Frankreich. Der Papst hatte sich die Einsetzung eines neuen Bischofs für Glasgow nun selbst vorbehalten. Das Glasgower Kathedralkapitel wählte aber, offenbar in Unkenntnis des päpstlichen Vorbehalts, den Kanoniker John de Lindesay zum neuen Bischof. Als nun Lindesay in Avignon erschien, um die päpstliche Bestätigung für seine Wahl zu erhalten, erklärte der Papst auch diese Wahl für ungültig. Stattdessen ernannte er vor dem 17. Juli 1318 den päpstlichen Pönitentiar und Dominikanerpater Eaglescliff zum neuen Bischof. Kurz darauf wurde Eaglescliff in Avignon von Kardinal Niccolò Alberti zum Bischof geweiht. Da sich England und Schottland aber noch im Krieg befanden, kam der Engländer Eaglescliff nie nach Glasgow und konnte nicht als Bischof eingesetzt werden. Die schottische Regierung betrachtete das Bistum Glasgow weiter als vakant, bis der Papst schließlich auf Bitten des englischen Königs Eaglescliff im März 1323 zum Bischof der irischen Diözese Connor ernannte. Nur wenige Monate später wurde Eaglescliff am 25. Juni 1323 zum Bischof der walisischen Diözese Llandaff gewählt. Der englische König Eduard II. stimmte der Wahl am 15. Juli zu, doch erst am 13. August 1324 wurden ihm die Temporalien der Diözese übergeben.

## Rolle bei der Beisetzung von Eduard II.
Der Dominikanerorden war König Eduard II. im Allgemeinen freundlich gesonnen. Nach dem Sturz von Eduard II. im Herbst 1326 gehörte Eaglescliff aber zu den Prälaten, die im Januar 1327 in der Londoner Guildhall schwörten, Königin Isabelle und den Thronfolger Eduard zu unterstützen. Am 2. Februar 1327 nahm er an der Krönung von Eduard III. teil. Nach dem Tod des in Gefangenschaft gestorbenen Eduard II. im September 1327 nahm Eaglescliff zusammen mit William de Beauciare und anderen den Leichnam in Augenschein. Auf Wunsch von Königin Isabelle gehörte Eaglescliff als Dominikaner ab dem 21. Oktober zu den Personen, die in Gloucester den Leichnam des aufgebahrten Ex-Königs bis zu seiner Beisetzung beaufsichtigen sollten. Am 20. Dezember 1327 nahm er an der Beisetzung des Leichnams teil. Dennoch verstummten nie Gerüchte, dass Eduard II. im September 1326 nicht gestorben war, sondern aus der Gefangenschaft entkommen konnte.

## Letzte Jahre
Obwohl Eaglescliff noch lebte, ernannte Papst Clemens VI. am 20. Februar 1344 John Paschal zum neuen Bischof von Llandaff. Allerdings diente Paschal bis zum Tod von Eaglescliff als Suffraganbischof von Bischof Bateman von Norwich. Als Dominikaner wurde Eaglescliff nach seinem Tod in der Kirche der Niederlassung des Ordens in Cardiff beigesetzt.